# 2А17
М-62Т2 (индекс ГРАУ — 2А17) — советская нарезная танковая пушка. Разработана в конструкторском бюро Завода № 172.

## История создания
Работы по новой 122-мм нарезной танковой пушке М-62 были начаты в 1940-е годы под руководством М. Ю. Цирульникова. К 1949 году был изготовлен первый опытный образец. Летом 1953 года на Гороховецком артиллерийском полигоне пушка прошла заводские испытания. 14 февраля 1955 года ГАУ утвердило технический проект модифицированной версии М-62С для установки в самоходную артиллерийскую установку, а 24 февраля 1955 года постановлением Совета Министров СССР № 347-205 была начата разработка пушки М-62Т2 со стабилизатором для установки в тяжёлый танк. 30 октября 1955 года были сданы три опытных образца, а затем отправлены на Кировский завод для установки в танк Т-10М. В 1957 году была выпущена установочная партия из 21 пушки, а с 1958 года развёрнуто крупносерийное производство.

## Описание конструкции
Основными составляющими 2А17 являлись: ствол, состоявший из трубы, которая скреплялась кожухом, казённик с направляющим штырём, эжектор и дульный тормоз. В пушке использовался горизонтально-клиновой тип затвора и полуавтоматика копирного типа. Ударно-спусковой механизм гальвано-ударного типа. Спуск бойка производился с помощью спускового механизма на ограждении орудия или с помощью электромагнита приводившегося в действие кнопками на пульте прицела Т2С. В целях предотвращения несанкционированного спуска, на правой стороне ограждения был установлен блокировочный механизм, блокировка снималась заряжающим при повороте рукоятки привода блокировки. Ствольная группа крепилась в цельнолитой люльке обойменного типа. В нижней части люльки в специальных приливах закреплялись цилиндры противооткатных устройств. Справа находился цилиндр накатника, а слева — цилиндр тормоза отката. Максимальная длина отката составляла 550 мм. Наведение пушки в вертикальной плоскости осуществлялось с помощью секторного подъёмника. М-62Т2 снабжалась стабилизатором «Ливень».

### Применяемые боеприпасы
| Таблица ТТХ выстрелов, используемых для стрельбы из пушки 2А17 |                |               |              |                   |                  |                             |
| Индекс выстрела                                                | Индекс снаряда | Индекс заряда | Масса ВВ, кг | Масса снаряда, кг | Масса заряда, кг | Бронепробиваемость, мм/град |
| Бронебойно-трассирующие снаряды                                |                |               |              |                   |                  |                             |
| 3ВБР1                                                          | 53-БР-472      | 4ЖН3          | 0,335        | 25,1              | 10               | 214/0 (172/30)              |
| 3ВБР3                                                          | 53-БР-472      | 4Ж15          | 0,335        | 25,1              | 9,15             |                             |
| Бронебойные подкалиберные снаряды                              |                |               |              |                   |                  |                             |
| 3ВБМ4                                                          | 3БМ11          | 4Ж46          | —            | 7,4               | 9,1              | 320/0 (110/60)              |
| Бронебойные кумулятивные снаряды                               |                |               |              |                   |                  |                             |
| 3ВБК5                                                          | 3БК9           | 4Ж26          | 1,7          | 7,1               | 6,7              | 523/0 (260/60)              |
| 3ВБК5М                                                         | 3БК9М          | 4Ж26          | 1,7          | 7,1               | 6,7              |                             |
| 3ВБК13                                                         |                |               |              |                   |                  |                             |
| 3ВБК13М                                                        |                |               |              |                   |                  |                             |
| Осколочно-фугасные снаряды                                     |                |               |              |                   |                  |                             |
| 3ВОФ2                                                          | 53-ОФ-472      | 4ЖН4          | 3,0          | 27,2              | 10               | —                           |
| 3ВОФ16                                                         | 53-ОФ-472      | 4Ж14          | 3,0          | 27,2              | 9,0              | —                           |
| Практические снаряды                                           |                |               |              |                   |                  |                             |
| 3ВП1                                                           | 53-ПБР-472     | 4ЖН3          |              |                   |                  | —                           |
| 3ВП3                                                           |                |               |              |                   |                  | —                           |

## Модификации
- М-62 — базовый вариант, он должен был присутствовать на Объект 907 в частности
- М-62С — модификация, для установки в САУ СУ-122-54 вместо пушки Д-49
- М-62Т2 (2А17) — модификация со стабилизатором «Ливень» для установки в танки Т-10М[1]

### Сноски
1. ↑  Пробиваемость для подкалиберных снарядов указана при воздействии на гомогенную стальную броню на дальности 2000 м